# Arrance Bathurst
Arrance Bathurst (ab der Saison 1967/68 unter dem Namen Adonis Football Club) war ein Fußballverein aus Bathurst, der Hauptstadt (die 1973 nach Banjul umbenannt wurde) des westafrikanischen Staats Gambia. Der Verein spielte in der höchsten Liga im gambischen Fußball in der GFA League First Division und war mindestens ab dem Jahr 1966 dabei. Zuletzt gewann man in der Saison 1964/65 die Meisterschaft und war noch bis in Mitte der 1970er Jahre in der ersten Liga vertreten.
Der Verein wurde 1963 gegründet und bestand bis 1967, als die Mannschaft in den FC Adonis umgewandelt wurde.

## Erfolge
- 1964/65: Meisterschaft in der GFA League First Division

## Bekannte Spieler
- Alh. Momodu Njie, bekannt als „Biri Biri“ (* 1948) (Fußballlegende in den 1970er Jahren, spielte in der Nationalmannschaft von 1963 bis 1987)